# Canton de Châlons-sur-Marne
Le canton de Châlons-sur-Marne est un ancien canton français situé dans le département de la Marne.

## Histoire
Le canton de Châlons est créé en 1790. Il est supprimé par le décret du 13 juillet 1973 qui le scinde en trois pour former les cantons de Châlons-sur-Marne-I, Châlons-sur-Marne-II et Châlons-sur-Marne-III.

## Composition
Le canton de Châlons-sur-Marne était composé de seize communes :
- Châlons-sur-Marne (chef-lieu)
- Aigny
- Compertrix
- Condé-sur-Marne
- Coolus
- Fagnières
- Les Grandes-Loges
- Isse
- Juvigny
- Recy
- Saint-Étienne-au-Temple
- Saint-Gibrien
- Saint-Martin-sur-le-Pré
- Saint-Memmie
- La Veuve
- Vraux

## Représentation

### Conseillers généraux de 1833 à 1973
| Période                                  | Période          | Identité                   | Étiquette     | Qualité                                                                                                   |
| ---------------------------------------- | ---------------- | -------------------------- | ------------- | --- |
| 1833                                     | 1846             | Constantin Victor Grandamy |               | Avoué, conseiller municipal de Châlons                                                                    |
| 1846                                     | 1856 (décès)     | Alexandre Godart           |               | Ancien payeur du Trésor royal pour le département de la Marne Maire de Châlons (1844-1854)                |
| 1856                                     | 1861             | Joseph Perrier-Grenet      |               | Négociant Maire de Châlons (1854-1861), ancien conseiller d'arrondissement                                |
| 1861                                     | 1871             | Jacques Goërg              | Centre gauche | Négociant, Président du Tribunal de commerce Député (1865-1870)                                           |
| 1871                                     | 1889             | Pierre Hippolyte Faure     | Républicain   | Pharmacien Maire de Châlons (1876-1884) Député (1877-1889)                                                |
| 1889                                     | 1901 (décès)     | Pierre Bourdon             | Rad.          | Maire de Châlons (1884-1900)                                                                              |
| 1901                                     | 1919             | Félix Drelon               | Rad.          | Avoué près le Tribunal de Châlons-sur-Marne Député (1905-1919) Maire de Châlons-sur-Marne (1900-1906)     |
| 1919                                     | 1925             | Justin Allais (1874-1952)  | RG            | Avoué, conseiller municipal de Châlons-sur-Marne                                                          |
| 1925                                     | 1937             | Paul Gueu                  | Rad.          | Instituteur à Châlons-sur-Marne                                                                           |
| 1937                                     | 1940             | Émile Vanrullen            | SFIO          | Professeur au collège de Châlons Elu en 1945 dans le Canton de Béthune                                    |
|                                          |                  |                            |               | |
| 1942                                     | 1943 (démission) | Pierre Georges             |               | Nommé conseiller départemental en 1942                                                                    |
| 1943                                     | 1945             | Georges Bruyère            |               | Ancien chef de division à la Préfecture Maire de Châlons-sur-Marne Nommé conseiller départemental en 1943 |
| 1943                                     | 1945             | Albert Barré (1894-1959)   |               | Cultivateur Maire de Condé-sur-Marne Nommé conseiller départemental en 1943                               |
|                                          |                  |                            |               | |
| 1945                                     | 1964             | Pierre Songy               | Rad.          | Négociant Adjoint au maire de Châlons-sur-Marne                                                           |
| 1964                                     | 1973             | Jean Reyssier              | PCF           | Employé SNCF Elu en 1973 dans le Canton de Châlons-en-Champagne-3                                         |
| Les données manquantes sont à compléter. |                  |                            |               | |

### Conseillers d'arrondissement (de 1833 à 1940)
Le canton de Châlons avait deux conseillers d'arrondissement.
| Période                                  | Période      | Identité                                | Étiquette   | Qualité |
| ---------------------------------------- | ------------ | --------------------------------------- | ----------- | --- |
| 1833                                     | 1842         | François Marie Arnould ainé (1783-1858) |             | Juge au Tribunal civil de Châlons-sur-Marne                                                                 |
| 1833                                     | 1836         | M. Domballe                             |             | Conseiller municipal de Châlons-sur-Marne                                                                   |
| 1836                                     | 1852         | M. Maucourt                             |             | Conseiller municipal de Châlons-sur-Marne                                                                   |
| 1842                                     | 1858         | Joseph Perrier-Grenet (1795-1870)       |             | Négociant à Conseiller municipal de Châlons-sur-Marne                                                       |
| 1852                                     |              | Isidore Bornot (1800-1893)              |             | Avocat, premier adjoint au maire de Châlons-sur-Marne                                                       |
|                                          |              |                                         |             | |
|                                          | 1888 (décès) | Alexis Vagny (1821-1888)                |             | Architecte à Châlons-sur-Marne                                                                              |
| 1889                                     |              | Olivier Rigollet                        | Républicain | Maire de Saint-Martin-sur-le-Pré                                                                            |
| 1889                                     |              | Romain Garet                            | Républicain | Premier adjoint au maire de Châlons-sur-Marne                                                               |
|                                          |              |                                         |             | |
| av.1910                                  | 1940         | Charles Barré                           | Rad.        | Cultivateur à Condé-sur-Marne, Président du Conseil d'arrondissement                                        |
| 1910                                     | 1919         | Emile Petit                             | Républicain | Conseiller municipal de Châlons-sur-Marne                                                                   |
| 1919                                     | 1934         | Raymond Goujard                         | Rad.        | Cultivateur, maire de Juvigny                                                                               |
| 1934                                     | 1940         | Paul-Alexandre Rigollet                 | Rad.        | Directeur adjoint de la Caisse d'Epargne de Châlons-sur-Marne                                               |
| 1940                                     |              |                                         |             | Les conseils d'arrondissement ont été suspendus par la loi du 12 octobre 1940 et n'ont jamais été réactivés |
| Les données manquantes sont à compléter. |              |                                         |             | |